# Розріз стрілки
Розріз стрілки (розріз стрілочного переводу) — інцидент на залізничному транспорті, що полягає в переведенні стрілки колесами рухомого складу, що рухається по невстановленому маршруту в напрямку від кореневого кріплення гостряків до їх кінців (пошерсний рух).

## Опис інциденту

Анімація, що ілюструє розріз стрілки

Колеса рухомого складу, натискаючи на відведений вістряк стрілки, присувають його до рамної рейки. Відведений вістряк захоплює за собою притиснутий, який відводиться від своєї рамної рейки. Створюється небезпека для подальшого руху в напрямку стрілки в зворотному напрямку. Розріз стрілки призводить до викривлення та зламу вістряків. Для виключення ушкоджень замикаючі прилади (стрілочні електрозамки, замикачі і т.д.) роблять взрізними (не ушкоджуються при розрізі).

## Причини розрізу стрілки
Основні причини, що призвели до розрізу стрілки це:
- Порушення регламенту дій або регламенту переговорів, і, як наслідок, положення стрілки не відповідає маршруту слідування рухомого складу і гребінь бандажа колісної пари при прямому русі рухомого складу пройшов між притиснутим гостряком і рамною рейкою
- При поганому приляганні гостряка до рамної рейки (4мм і більше) гребінь бандажа колісної пари при вході на гостряк потрапляє (врізається) між гостряком і рамною рейкою

## Сигналізація про розріз стрілки
У разі розрізу стрілки на пост централізації (черговому по станції) надходить сигнал, що виключає можливість керування цією стрілкою до усунення пошкодження. Черговий по станції може визначити розріз стрілки за такими ознаками:[джерело?]
- Дзвенить дзвінок "розрізу стрілки"
- Горить червона лампочка порушення електричного контролю положення стрілки
- Не горять лампочки електричного контролю плюсового і мінусового положення стрілки при натисканні стрілочної кнопки (повороту рукоятки) плюсового або мінусового положення
- Електричне підсвічування не показує, в якому становищі знаходиться стрілка (стрілки)
- Перекривається світлофор для маршруту, до якого входить розрізана стрілка або для маршруту, в якому вона є охоронною

## Порушення безпеки руху
На залізниці розріз стрілки класифікується як Випадок браку в роботі. А ось в системі міського трамвая це абсолютно штатна ситуація, саме за допомогою розрізу стрілок відбувається перехід рухомого складу з бокової колії на основний. Конструкція перевідного механізму трамвайної стрілки відрізняється від такого для залізничної стрілки і нормально працює в такому режимі.

## Розріз при прямому русі
Також відомі випадки розрізу при прямому русі. При порушенні норм вмісту стрілочних переводів (неприлягання гостряка до рамної рейки) і колісних пар можливий протишерсний розріз. У нормах утримання стрілочних переводів існує параметр, що регламентує прилягання гостряка до рамної рейки (є спеціальний простий шаблон «КГР» - «контроль гостряк-рама» для контролю прилягання). На залізничному транспорті зазвичай протишерсний розріз призводить до сходу з рейок рухомого складу. Але й трапляється він дуже рідко. Пошерсний розріз до сходу рухомого складу не приводить. І той і інший розріз призводить до пошкодження конструкції стрілочного переводу.